# آقجا نوربردی‌یوا
آقجا نوربردی‌یوا (به ترکمنی: Akja Nurberdiýewa) سیاستمدار ترکمنستانی است. وی ششمین رئیس مجلس ملی ترکمنستان بود.